# Horymír Zelenka
Horymír Zelenka (21. srpna 1931 Dubí u Teplic – 14. června 1992 Teplice) byl český básník a naivní malíř.

## Život
Horymír Zelenka pocházel z pražsko-teplické intelektuální a obchodnické rodiny Zelenků a Tichých. Jeho prarodiče vlastnili městský dům na dnešním Jiráskově náměstí v Praze, jeho strýc František Tichý za první republiky provozoval známý hotel Hubertus v Lánech. Horymír se narodil v roce 1931 v Dubí u Teplic. Jeho rodiče ve městě založili a provozovali rodinné cukrářství. Jedna z provozoven podniku byla umístěna v domě na dnešní Mírové ulici, ve kterém umělec prožil většinu života. Rodinu silně poznamenal nástup komunistického režimu v roce 1948, kdy jí byl zkonfiskován prakticky veškerý majetek. Bylo jí umožněno zůstat „v nájmu“ v malém bytě v městském domě, který před převratem vlastnila.
Mladý Horymír nemohl studovat na vysoké škole. Absolvoval pražskou Vyšší školu potravinářské technologie. Po studiích se vrátil do Dubí, ve kterém žil až do konce života. Nikdy se neoženil ani neměl potomky. Až do odchodu do důchodu pracoval jako technolog v potravinářském průmyslu. Vedle zaměstnání se věnoval umělecké tvorbě. Před rokem 1989 se pohyboval v šedé zóně na hraně mezi tolerovaným a zakázaným uměním. V 70. letech 20. století vyšly v Severočeském nakladatelství tiskem jeho tři básnické sbírky: Když ptáci létají, Uhlem a štětcem a Kdyby nesvítilo slunce.
Prosadil se také jako malíř. Osvojil si naivní styl. Na svých malbách téměř vždy sledoval běh lidského života od zrození k jeho zániku. Do obrazů často vpisoval verše. Je autorem také několik krajinek, které však v jeho díle představují spíše výjimku. Některé z jeho obrazů byly v době politického uvolnění v roce 1967 vystaveny v pavilonu československé expozice Světové výstavy Expo 67 v kanadském Montréalu. Další jsou dnes ve vlastnictví Severočeské galerie výtvarného umění v Litoměřicích a francouzském Musée d'art naïf de Vicq en Île-de-France (Muzea naivního umění) ve Vicq u Paříže.
Zelenka ovládal oba jazyky Lužických Srbů, ačkoliv sám z této národnostní skupiny nepocházel. Původ jeho zájmu o historii a kulturu tohoto malého slovanského národa sídlícího v sousedním Německu není znám. V lužickosrbských jazycích byly publikovány i některé jeho básně. Byl zastáncem porozumění mezi Čechy, Němci a Lužickými Srby.

## Dílo
- Kdyby nesvítilo slunce
- Když ptáci létají
- Spanilé jaro
- Uhlem a štětcem